# Diamond League Shanghai

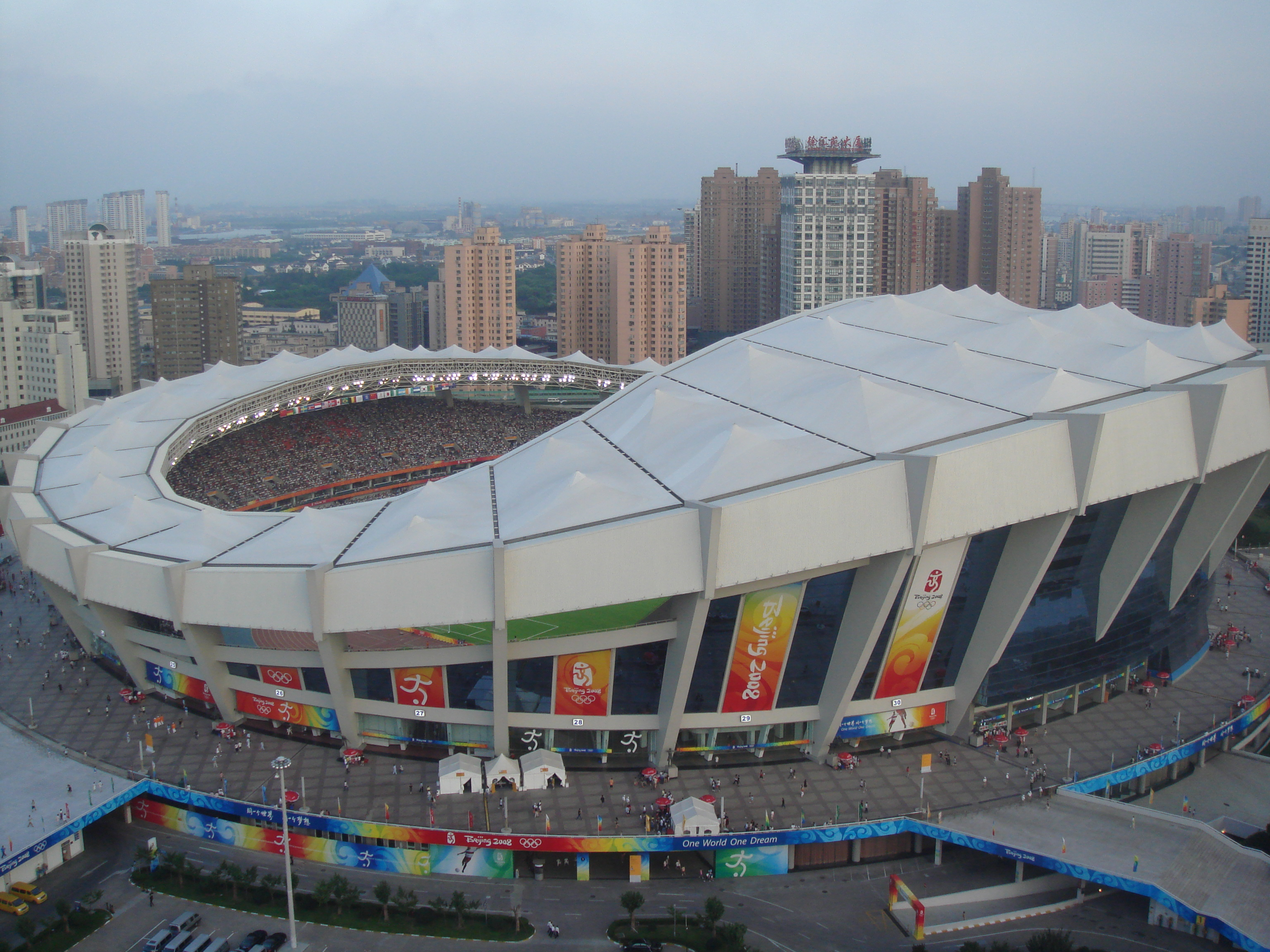
Het stadion waarin de Shanghai Golden Grand Prix wordt gehouden.

De Diamond League Shanghai, voorheen Shanghai Golden Grand Prix, is een jaarlijks internationaal atletiekevenement, dat wordt gehouden in het Shanghai Stadion in Shanghai (China). Deze wedstrijd behoorde sinds de oprichting in 2005 tot de Grand Prix-wedstrijden. In 2010, toen de Grand Prix- en de IAAF Golden League-wedstrijden werden vervangen door de World Challenges en de Diamond League, werd de wedstrijd opgewaardeerd tot een van de veertien Diamond League-wedstrijden.
Bij de organisatie van de Shanghai Golden Grand Prix horen atletenmanager en oud-atlete Ellen van Langen en algemeen manager Jos Hermens. De wedstrijd werd tot en met 2009 aan het eind van het baanseizoen in september georganiseerd. Vanaf 2010 is dat verschoven naar mei, meer in het begin van het seizoen. Het is daarmee de tweede Diamond League-wedstrijd van het jaar.

## Programma
In de verschillende jaren van de Shanghai Golden Grand Prix hebben er diverse onderdelen op het programma gestaan. Onderstaande twee schema's geven aan, welke onderdelen in welk jaar bij het programma van het evenement hoorden.
| Jaar | 100 | 200 | 400 | 800 | 1500 | 3000 | 5000 | 110 h | 400 m | 3000 s | ver | hss | hoog | pols | kogel | discus | speer |
| ---- | --- | --- | --- | --- | ---- | ---- | ---- | ----- | ----- | ------ | --- | --- | ---- | ---- | ----- | ------ | ----- |
| 2005 | X   | X   |     | X   |      | X    |      | X     |       |        | X   |     | X    |      |       |        |       |
| 2006 | X   |     | X   |     | X    |      |      | X     |       |        | X   |     | X    |      | X     |        |       |
| 2007 | X   | X   | X   |     | X    |      |      | X     |       |        | X   | X   | X    |      |       |        |       |
| 2008 | X   | X   | X   | X   |      |      | X    | X     |       |        | X   |     | X    |      | X     |        |       |
| 2009 | X   | X   | X   | X   | X    |      |      | X     |       |        | X   |     | X    |      |       |        |       |
| 2010 |     | X   | X   |     | X    |      |      | X     |       |        | X   |     | X    | X    |       | X      | X     |
| 2011 | X   |     | X   |     | X    |      |      | X     |       | X      | X   |     |      |      |       |        | X     |
| 2012 | X   |     |     | X   |      |      | X    | X     | X     |        |     | X   |      | X    | X     |        | X     |
| 2013 |     | X   | X   |     | X    |      |      | X     |       | X      | X   |     | X    |      |       | X      | X     |

| Jaar | 100 | 200 | 400 | 800 | 1500 | 5000 | 100 h | 400 h | 3000 s | ver | hss | hoog | pols | kogel | discus |
| ---- | --- | --- | --- | --- | ---- | ---- | ----- | ----- | ------ | --- | --- | ---- | ---- | ----- | ------ |
| 2005 | X   | X   | X   | X   |      | X    |       |       |        |     |     |      | X    | X     |        |
| 2006 | X   |     | X   |     |      | X    | X     | X     | X      |     |     |      | X    |       |        |
| 2007 | X   |     | X   |     |      | X    | X     | X     |        | X   |     | X    | X    |       |        |
| 2008 | X   |     | X   |     | X    |      | X     | X     |        |     | X   |      | X    |       |        |
| 2009 | X   | X   | X   |     | X    |      | X     | X     |        |     | X   |      | X    |       |        |
| 2010 | X   |     |     | X   |      | X    |       | X     | X      |     | X   |      |      | X     |        |
| 2011 | X   |     |     | X   |      | X    |       | X     |        |     | X   | X    | X    | X     | X      |
| 2012 |     | X   | X   |     | X    |      |       |       | X      | X   |     | X    |      |       | X      |
| 2013 | X   |     |     | X   |      | X    |       | X     |        |     | X   |      | X    | X     |        |

## Meetingrecords
| Onderdeel            | Prestatie          | Atleet                                                        | Nationaliteit | Datum             |
| -------------------- | ------------------ | ------------------------------------------------------------- | ------------- | ----------------- |
| 100 m                | 9,69 s (+2,0 m/s)  | Tyson Gay                                                     | USA           | 20 september 2009 |
| 200 m                | 19,76 s (−0,8 m/s) | Usain Bolt                                                    | JAM           | 23 mei 2010       |
| 400 m                | 43,99 s            | Steven Gardiner                                               | BAH           | 12 mei 2018       |
| 800 m                | 1.43,91            | Wycliffe Kinyamal                                             | KEN           | 12 mei 2018       |
| 1500 m               | 3.31,42            | Nixon Chepseba                                                | KEN           | 15 mei 2011       |
| 3000 m               | 7.36,36            | Kenenisa Bekele                                               | ETH           | 17 september 2005 |
| 5000 m               | 12.50,45           | Berihu Aregawi                                                | ETH           | 3 mei 2025        |
| 110 m horden         | 12,87 s (+0,6 m/s) | Cordell Tinch                                                 | USA           | 3 mei 2025        |
| 400 m horden         | 47,27 s            | Abderrahman Samba                                             | QAT           | 18 mei 2019       |
| 3000 m steeplechase  | 8.01,16            | Conseslus Kipruto                                             | KEN           | 18 mei 2013       |
| hoogspringen         | 2,38 m             | Mutaz Essa Barshim                                            | QAT           | 17 mei 2015       |
| polsstokhoogspringen | 6,11 m             | Armand Duplantis                                              | SWE           | 3 mei 2025        |
| verspringen          | 8,61 m (+0,7 m/s)  | Luvo Manyonga                                                 | RSA           | 13 mei 2017       |
| hink-stap-springen   | 17,24 m (+0,7 m/s) | Phillips Idowu                                                | GBR           | 19 mei 2012       |
| kogelstoten          | 21,73 m            | Christian Cantwell                                            | USA           | 18 mei 2014       |
| discuswerpen         | 69,69 m            | Zoltán Kővágó                                                 | HUN           | 23 mei 2010       |
| speerwerpen          | 89,21 m            | Ihab Abdelrahman El-Sayed                                     | EGY           | 18 mei 2014       |
| 4 × 100 m estafette  | 38,71 s            | Team China 1 Chen Shiwei Xie Zhenye Su Bingtian Zhang Peimeng | CHN           | 14 mei 2016       |

| Onderdeel            | Prestatie          | Atlete                                                    | Nationaliteit | Datum             |
| -------------------- | ------------------ | --------------------------------------------------------- | ------------- | ----------------- |
| 100 m                | 10,64 s (+1,2 m/s) | Carmelita Jeter                                           | USA           | 20 september 2009 |
| 200 m                | 22,04 s (−0,4 m/s) | Shaunae Miller-Uibo                                       | BAH           | 12 mei 2018       |
| 400 m                | 49,63 s            | Novlene Williams                                          | JAM           | 23 september 2006 |
| 800 m                | 1.56,64            | Tsige Duguma                                              | ETH           | 3 mei 2025        |
| 1500 m               | 3.56,82            | Faith Kipyegon                                            | KEN           | 14 mei 2016       |
| 5000 m               | 14.14,32           | Almaz Ayana                                               | ETH           | 17 mei 2015       |
| 100 m horden         | 12,42 s (+0,3 m/s) | Grace Stark                                               | USA           | 3 mei 2025        |
| 400 m horden         | 53,34 s            | Lashinda Demus                                            | USA           | 23 mei 2010       |
| 3000 m steeplechase  | 9.04,53            | Beatrice Chepkoech                                        | KEN           | 18 mei 2019       |
| hoogspringen         | 2,02 m             | Blanka Vlašić                                             | CRO           | 28 september 2007 |
| polsstokhoogspringen | 4,85 m             | Yelena Isinbaeva                                          | RUS           | 20 september 2009 |
| verspringen          | 6,95 m (+0,9 m/s)  | Ivana Španović                                            | SRB           | 14 mei 2016       |
| hink-stap-springen   | 14,89 m (+1,0 m/s) | Olga Rypakova                                             | KAZ           | 23 mei 2010       |
| kogelstoten          | 20,54 m            | Chase Jackson                                             | USA           | 3 mei 2025        |
| discuswerpen         | 70,88 m            | Sandra Perković                                           | CRO           | 14 mei 2016       |
| speerwerpen          | 66,89 m            | Lü Huihui                                                 | CHN           | 18 mei 2019       |
| 4 × 100 m estafette  | 43,04 s            | Team China 1 Yuan Qiqi Wei Yongli Ge Manqi Liang Xiaojing | CHN           | 14 mei 2016       |